# Сішелт
Сішелт (англ. Sechelt) — окружний муніципалітет в Канаді, у провінції Британська Колумбія, у складі регіонального округу Саншайн-Коаст.

## Населення
За даними перепису 2016 року, окружний муніципалітет нараховував 10216 осіб, показавши зростання на 10,0%, порівняно з 2011-м роком. Середня густина населення становила 261,8 осіб/км².
З офіційних мов обидвома одночасно володіли 680 жителів, тільки англійською — 9 350, тільки французькою — 5, а 50 — жодною з них. Усього 1085 осіб вважали рідною мовою не одну з офіційних, з них 5 — одну з корінних мов, а 25 — українську.
Працездатне населення становило 51,7% усього населення, рівень безробіття — 7,5% (8,9% серед чоловіків та 6,3% серед жінок). 75,1% осіб були найманими працівниками, а 22,8% — самозайнятими.
Середній дохід на особу становив $41 489 (медіана $31 470), при цьому для чоловіків — $47 954, а для жінок $35 853 (медіани — $38 101 та $27 460 відповідно).
29,8% мешканців мали закінчену шкільну освіту, не мали закінченої шкільної освіти — 13,9%, 56,3% мали післяшкільну освіту, з яких 34,6% мали диплом бакалавра, або вищий, 100 осіб мали вчений ступінь.
| Статево-вікова структура населення | Статево-вікова структура населення | Статево-вікова структура населення | Статево-вікова структура населення | Статево-вікова структура населення |
| ---------------------------------- | ---------------------------------- | ---------------------------------- | ---------------------------------- | ---------------------------------- |
|                                    |                                    |                                    |                                    |                                    |
| Всього                             | Всього                             | 46,9%53,1%                         |                                    |                                    |
| 0 — 14 років                       | 0 — 14 років                       |                                    | 11,4%                              | 11,4%                              |
| 15 — 64 років                      | 15 — 64 років                      |                                    | 54,9%                              | 54,9%                              |
| 65 і більше                        | 65 і більше                        |                                    | 33,8%                              | 33,8%                              |
| 85 і більше                        | 85 і більше                        |                                    | 4,6%                               | 4,6%                               |
| Середній вік (років)               | Середній вік (років)               | 50,151,9                           | 51,1                               | 51,1                               |
| Медіана (років)                    | Медіана (років)                    | 55,757,4                           | 56,6                               | 56,6                               |
| — чоловіки — жінки                 |                                    |                                    |                                    |                                    |

| Походження мешканців:     | Походження мешканців:     | Походження мешканців: | Походження мешканців: | Походження мешканців: |
| ------------------------- | ------------------------- | --------------------- | --------------------- | --------------------- |
| Походження                |                           |                       | осіб                  | %                     |
| Корінні американці        | Корінні американці        |                       | 685                   | 6.85%                 |
| Інше північноамериканське | Інше північноамериканське |                       | 2 450                 | 24.49%                |
| Європейське               | Європейське               |                       | 8 405                 | 84.01%                |
| британське                | британське                |                       | 6 340                 | 63.37%                |
| французьке                | французьке                |                       | 1 085                 | 10.84%                |
| українське                | українське                |                       | 545                   | 5.45%                 |
| Латинськоамериканське     | Латинськоамериканське     |                       | 60                    | 0.6%                  |
| Карибське                 | Карибське                 |                       | 60                    | 0.6%                  |
| Африканське               | Африканське               |                       | 55                    | 0.55%                 |
| Азійське                  | Азійське                  |                       | 890                   | 8.9%                  |
| Океанійське               | Океанійське               |                       | 95                    | 0.95%                 |

| Зайнятість населення за галузями (за класифікацією NOC): | Зайнятість населення за галузями (за класифікацією NOC): | Зайнятість населення за галузями (за класифікацією NOC): | Зайнятість населення за галузями (за класифікацією NOC): | Зайнятість населення за галузями (за класифікацією NOC): |
| -------------------------------------------------------- | -------------------------------------------------------- | -------------------------------------------------------- | -------------------------------------------------------- | -------------------------------------------------------- |
|                                                          |                                                          |                                                          |                                                          |                                                          |
| Управління                                               | Управління                                               |                                                          | 13,3%                                                    | 13,3%                                                    |
| Бізнес, фінанси та адміністрування                       | Бізнес, фінанси та адміністрування                       |                                                          | 11,4%                                                    | 11,4%                                                    |
| Природничі та прикладні науки                            | Природничі та прикладні науки                            |                                                          | 3,9%                                                     | 3,9%                                                     |
| Охорона здоров'я                                         | Охорона здоров'я                                         |                                                          | 6,8%                                                     | 6,8%                                                     |
| Освіта, правозахист, муніципальні та урядові служби      | Освіта, правозахист, муніципальні та урядові служби      |                                                          | 11,4%                                                    | 11,4%                                                    |
| Мистецтво, культура, відпочинок та спорт                 | Мистецтво, культура, відпочинок та спорт                 |                                                          | 4,7%                                                     | 4,7%                                                     |
| Роздрібна торгівля та послуги                            | Роздрібна торгівля та послуги                            |                                                          | 26,5%                                                    | 26,5%                                                    |
| Гуртова торгівля, транспорт та обладнання                | Гуртова торгівля, транспорт та обладнання                |                                                          | 16,6%                                                    | 16,6%                                                    |
| Природні ресурси, сільське господарство                  | Природні ресурси, сільське господарство                  |                                                          | 3,7%                                                     | 3,7%                                                     |
| Виробництво                                              | Виробництво                                              |                                                          | 2,1%                                                     | 2,1%                                                     |

## Клімат
Середня річна температура становить 9,7°C, середня максимальна – 20,2°C, а середня мінімальна – -1,6°C. Середня річна кількість опадів – 1 266 мм.
| Клімат поселення                              | Клімат поселення | Клімат поселення | Клімат поселення | Клімат поселення | Клімат поселення | Клімат поселення | Клімат поселення | Клімат поселення | Клімат поселення | Клімат поселення | Клімат поселення | Клімат поселення | Клімат поселення |
| Показник                                      | Січ.             | Лют.             | Бер.             | Квіт.            | Трав.            | Черв.            | Лип.             | Серп.            | Вер.             | Жовт.            | Лист.            | Груд.            |                  |
| Середній максимум, °C                         | 7,56             | 9,03             | 10,72            | 13,18            | 16,43            | 19,26            | 19,88            | 20,23            | 17,22            | 12,79            | 8,66             | 6,03             |                  |
| Середня температура, °C                       | 2,99             | 4,46             | 6,18             | 8,62             | 11,86            | 14,71            | 17,04            | 17,39            | 14,39            | 9,96             | 5,83             | 3,21             |                  |
| Середній мінімум, °C                          | −1,58            | −0,09            | 1,60             | 4,05             | 7,30             | 10,14            | 14,21            | 14,56            | 11,56            | 7,12             | 2,98             | 0,38             |                  |
| Норма опадів, мм                              | 173              | 114              | 116              | 89               | 75               | 62               | 40               | 42               | 55               | 132              | 200              | 168              |                  |
| Середньомісячна швидкість вітру, м/с          | 3.46             | 3.36             | 3.46             | 3.36             | 3.19             | 3.19             | 3.07             | 2.80             | 2.66             | 2.97             | 3.54             | 3.64             |                  |
| Середньомісячна сонячна радіація, кДж/м²·день | 2962             | 5812             | 9936             | 15024            | 18997            | 20287            | 21305            | 18229            | 12975            | 7035             | 3471             | 2331             |                  |
| --------------------------------------------- | ---------------- | ---------------- | ---------------- | ---------------- | ---------------- | ---------------- | ---------------- | ---------------- | ---------------- | ---------------- | ---------------- | ---------------- | ---------------- |
| Джерело:                                      |                  |                  |                  |                  |                  |                  |                  |                  |                  |                  |                  |                  |                  |